# Million Dollar Hotel
Million Dollar Hotel (v originále The Million Dollar Hotel) je dramatický film z roku 2000, který vznikl na základě konceptu Bona a Nicholase Kleina, režíroval ho Wim Wenders a v hlavních rolích se představili Jeremy Davies, Milla Jovovich a Mel Gibson. Ve filmu zazní hudba skupiny U2 a různých hudebníků, která byla vydána na soundtracku The Million Dollar Hotel: Music from the Motion Picture.

## Děj
V hotelu v kalifornském Los Angeles žije skupina velmi rozdílných lidí, mezi nimiž jsou i romanticky založení Tom Tom (Davies) a Eloise (Milla Jovovich). Události, které se odehrávají, jsou důsledkem smrti významného obyvatele, syna (Tim Roth) miliardáře a mediálního magnáta. Jeho otec pověří agenta FBI (Gibson), aby jeho smrt vyšetřil.

## Obsazení
- Jeremy Davies jako Tom Tom
- Milla Jovovich jako Eloise
- Mel Gibson jako detektiv Skinner
- Jimmy Smits jako Geronimo
- Peter Stormare jako Dixie
- Amanda Plummer jako Vivien
- Gloria Stuart jako Jessica
- Tom Bower jako Hector
- Donal Logue jako detektiv Charley Best
- Bud Cort jako Shorty
- Julian Sands jako Terence Scopey
- Conrad Roberts jako Stix
- Harris Yulin jako Stanley Goldkiss
- Charlayne Woodard jako Jean Swift
- Ellen Cleghorne jako Marlene
- Richard Edson jako Joe
- Tito Larriva jako Jesu
- Jon Hassell jako Hollow
- Tim Roth jako Izzy Goldkiss
- Bono jako muž v hotelové hale